# Dysponesis
Dysponesis (von griech. dys = fehlerhaft, falsch, und ponos = Anstrengung, Arbeit, Energie) bezeichnet den Zustand chronischer, unnatürlicher Muskelanspannung.

## Definition
Nach Whatmore (1979) ist die Dysponesis ein reversibler pathologischer Zustand aufgrund von Fehlern im Energieverbrauch, der sich nachteilig auf das Nervensystem und die Kontrolle der Organfunktionen auswirkt. Dysponesis steht im Zusammenhang mit physischen, emotionalen und mentalen Reaktionen auf Stress mit dem Ergebnis, dass von den motorischen und prämotorischen Kortexneuronen über die pyramidalen und extrapyramidalen Nervenbahnen, fehlerhafte Nervenimpulse (Aktionspotentiale) bis in die periphere Muskulatur geleitet werden.

## Auswirkungen
Einerseits stellt Dysponesis einen Sicherheitsmechanismus beim Beginn des sogenannten Fight-or-flight-Mechanismus dar, andererseits entsteht sie aus sich selbst heraus, als Reaktion gegen Stress, durch Krankheit oder Schmerz. Chronische Muskelanspannung verstärkt einen bereits bestehenden Schmerz und führt in einem Teufelskreis zu weiteren Verspannungen, die wiederum weitere Schmerzen, wie z. B. Kopf- und Rückenschmerzen und Fehlhaltungen nach sich ziehen.
Auch Kinder drücken emotionale, psychische und physische Schwierigkeiten durch eine erhöhte muskuläre Anspannung aus. Je mehr Stressoren, desto größer die Verspannung. So konnte nachgewiesen werden, dass sich durch Ängstlichkeit und Furcht die muskuläre Anspannung erhöht und dies Auswirkungen auf den Abruf von bekanntem Wissen bei Schulkindern hat. Selbst wenn die angstauslösenden Stressoren fortfallen, bleiben Schultern, Gesicht und Nacken verkrampft. Mit der Zeit entwickelt sich diese Reaktion zu einer Art emotionaler und muskulärer Abwehrhaltung und stabilisiert sich als habituierte Verhaltensreaktion des Kindes. Auch in anderen Situationen, die mit den ursprünglichen Angstauslösern nichts zu tun haben, ist diese Anspannung unbewusst vorhanden.
Der Dysponesis kann durch Entspannungstechniken, wie beispielsweise Alexander-Technik, autogenes Training, Biofeedback, Feldenkrais-Methode, Vitametik oder Zilgrei entgegengewirkt werden.